# 香山镇 (射洪市)
香山镇，是中华人民共和国四川省遂宁市射洪市下辖的一个乡镇级行政单位。

## 行政区划
香山镇下辖以下地区：
街道社区、杨家坝村、卡防湾村、李家坝村、苏家堰村、柏杨村、莲花山村、雾露沟村、桐麻沟村、双龙村、乌盆寨村、万福村、新城村、梁陈村、河坝村和桃花河村。